# Follow My Lead (band)
Follow My Lead is een Ierse metalcoreband afkomstig uit Donegal.
De band werd in 2012 opgericht door zanger Ryan Dawson, gitaristen Niall Friell en Robbie Thorne, bassist Declan Graham en drummer William Woods. Dawson werd een jaar later vervangen door Mattie Foxx. In 2013 maakten ze de zelfstandig-geproduceerde ep Sleepless beschikbaar voor digitale download. Eind 2014 maakte de band bekend dat zij naar Göteborg vlogen om daar samen met Fredrik Nordström te werken aan hun debuutalbum. In december van datzelfde jaar werd bekend gemaakt dat ze een contract hadden getekend bij Fearless Records.
Op 18 mei 2015 maakte Foxx zijn vertrek bekend, waardoor de band zonder zanger zat. Danny Bochkow, die eerder als gitarist had gespeeld in Displaced, werd 8 weken later zijn vervanger. Fearless Records besloot het contract van de band te ontbinden, terwijl ze slechts 1 nummer hadden uitgebracht via het label. Hierop tekende de band in april 2016 een contract bij InVogue Records. Op 17 juni 2016 verscheen het debuutalbum van de band, ''Spit, Kick, Revolt.. Ter promotie toerde de band onder meer door het Verenigd Koninkrijk.

## Bezetting
| Huidige leden - Danny Bochkow − leidende vocalen (2015–heden) - Niall Friell – leidende gitaar (2012-heden) - Robbie Thorne – slaggitaar (2012–heden) - Declan Graham – bas, achtergrondvocalen (2012–heden) | Voormalige leden - Ryan Dawson – leidende vocalen (2012-2013) - Mattie Foxx – leidende vocalen (2013–2015) - William Woods – drums, percussie (2012–2017) |

Tijdlijn

## Discografie
Studioalbums
- 2016: Spit, Kick, Revolt.

Ep's
- 2013: Sleepless